# Джонсон, Уиллард Арнольд
Уиллард Арнольд Джонсон (англ. Willard Arnold Johnson; 28 августа 1862, Миннесота — 5 мая 1923, Мемфис, Техас) — американский политик, 25-й вице-губернатор Техаса (1919—1921).

## Биография
Уиллард Арнольд Джонсон родился 28 августа 1862 года в Миннесоте. Его родители были шотландско-ирландского происхождения.
В 1881 году Джонсон переехал в Техас. Он учился в Техасском университете, изучал политику и журналистику. 3 августа 1888 года Уиллард Арнольд Джонсон женился на Норе Салливан (Nora Sullivan). Впоследствии у них было двое детей — дочь и сын.
Некоторое время Джонсон жил в Денисоне, а затем, в 1890 году, переехал в город Мемфис, расположенный в округе Холл на севере Техаса, в так называемом «Техасском выступе». В Мемфисе он начал выпускать газету Hall County Herald. C 1894 он активно участвовал в работе Ассоциации техасской прессы (англ. Texas Press Association), а в 1909 году был избран её председателем.
Годом позже, в 1910 году, Джонсон был избран в Сенат Техаса, и он начал работать сенатором штата с января 1911 года. В частности, он боролся против ущемления прав населения Западного Техаса при выборах легислатуры штата из-за непропорционального (по отношению к численности населения) разделения по избирательным округам. Джонсон также участвовал в расследовании деятельности губернатора Техаса Джеймса Фергюсона, которое привело к импичменту последнего в 1917 году.
В 1918 году Джонсон участвовал в губернаторских выборах в качестве кандидата на пост вице-губернатора Техаса, в паре с действующим губернатором Техаса Уильямом Петтусом Хобби. Они одержали победу, и Джонсон проработал вице-губернатором с января 1919 года по январь 1921 года.
Уиллард Арнольд Джонсон скончался у себя дома в Мемфисе 5 мая 1923 года и был похоронен на кладбище в Мемфисе.